# 芬喬奇街站
芬喬奇街站（英語：Fenchurch Street railway station）是英國鐵路車站，位於倫敦市東南部的芬喬奇街。本站是倫敦面積最小的火車總站，總共只有四個月台，但卻是列車班次最為頻密的車站之一。本站並不設通道直接連繫任何倫敦地鐵車站，這也是其頗為獨特之處。
本站及其所有列車均由c2c運營。 列車會通過倫敦及布萊克沃爾鐵路和倫敦、提伯利及紹森德鐵路（LTSR）公司所興建的線路前往倫敦東部和埃塞克斯郡南部的目的地，包括上敏斯特、格雷斯、巴西爾登、紹森德和舒伯里內斯。
本站於 1841 年啟用，為倫敦及布萊克沃爾鐵路公司轄下車站，並於 1854 年重建，當時該公司與東郡鐵路公司的合資企業 LTSR 開始於該站運作。東郡鐵路公司當時也在本站運營列車，以緩解倫敦另一總站主教門站的擁堵情況。 1862 年，通過合併多家東安格利亞鐵路公司（包括東郡鐵路公司），大東方鐵路公司成立，並與 LTSR 共享車站，直到 1912 年後者被米德蘭鐵路收購。 根據 1921 年《鐵路法》，本站由倫敦及東北鐵路公司和倫敦、米德蘭和蘇格蘭鐵路公司的列車共用，車站及其設施則歸屬前者，直至 1948 年國有化為止。本站的線路於 1961 年實現電氣化 ，並曾於 1994 年關閉七週以進行重建工程。
由於倫敦地鐵銀禧線於1980年代缺乏進展，連接本站與地鐵站的計劃陷入停滯。雖然如此，它靠近倫敦地鐵的塔丘站和碼頭區輕鐵的塔門廊站。

## 位置
本站屬於倫敦軌道運輸第一收費區，離本站最近的倫敦地鐵車站為塔丘站（位於本站東南方約320米處）及阿爾德門站（位於本站東北方約480米處）。

## 歷史

### 倫敦及布萊克沃爾鐵路
芬喬奇街周邊地區是倫敦最古老的居住區之一； “Fenchurch”（芬喬奇）這個名字源自拉丁語 faenum（乾草），指的是該地區的乾草市場。倫敦市法團多次拒絕其他鐵路公司於倫敦市內興建火車站後，法團終於批准倫敦及布萊克沃爾鐵路公司於芬喬奇街興建本站，本站因此是倫敦市內第一個獲得建造許可的車站。
首代車站建築於 1841 年 7 月 20 日啟用，為倫敦及布萊克沃爾鐵路提供服務，取代了附近於 1840 年 7 月啟用的邁羅列斯 (Minories) 總站。它有兩個月台，通過樓梯連接到售票大廳。蒸汽機車直到 1849 年才使用本站，因為在此之前，火車是從布萊克沃爾拖到邁羅列斯上坡，然後通過自身動力跑到本站。 向東反向行駛需要鐵路工作人員手動推動。

### 東郡鐵路和倫敦、提伯利及紹森德鐵路公司

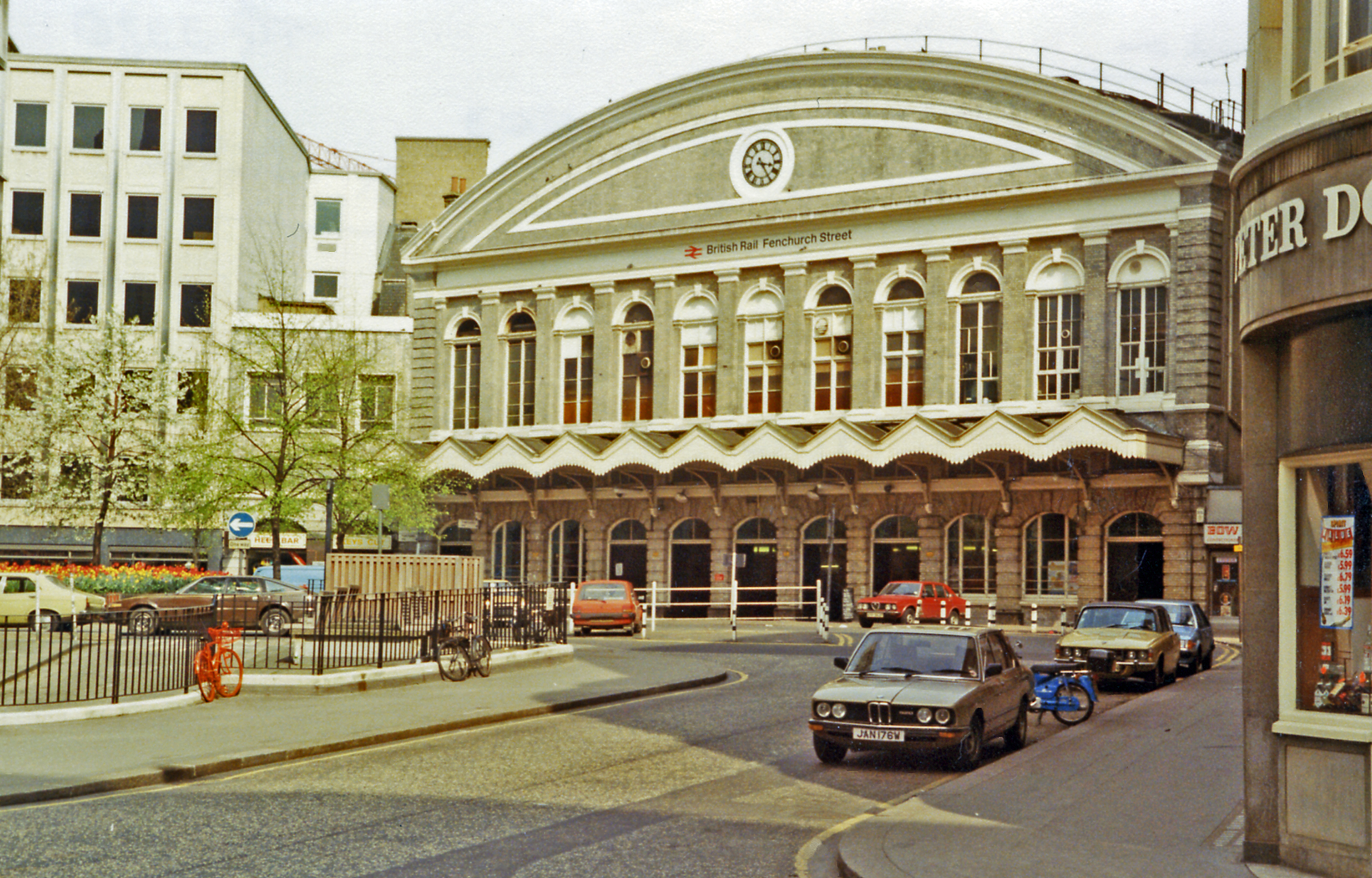
1980年代早期的芬喬奇街站：車站立面於1854年所建，其鋸齒形雨篷則是於1870年代後加上去

1849 年 4 月 2 日，倫敦和布萊克沃爾延伸鐵路開通後，從本站到堡和布羅姆利站 (Bow & Bromley) 的列車開始運營。 有些延伸至維多利亞公園和堡站，該站是延伸鐵路與東郡鐵路（起點為主教門站）的交匯處。
1850 年 9 月 26 日，東、西印度碼頭及伯明翰樞紐鐵路（1853 年 1 月 1 日更名為北倫敦鐵路）公司[24] 開始運營從堡站（現堡教堂站附近）到本站的服務，倫敦及布萊克沃爾鐵路公司則取消了前往堡和布羅姆利站的服務，並關閉了一段通往該站的線路。當時本站有兩個頻繁使用的月台和一條從斯特普尼站開始的雙軌線。東南鐵路公司開通了從格雷夫森德到倫敦的直達線路後，由於布萊克沃爾的收入減少，倫敦及布萊克沃爾鐵路公司股東投票同意與東郡鐵路公司共同建設從提伯利到森林門樞紐（鄰近今馬利蘭站）的倫敦、提伯利和紹森德鐵路。 經斯特拉福德站的服務將分開，一趟服務前往主教門（Bishopsgate）站，另一趟服務沿著重新開放的線路經堡和布羅姆利站前往本站（儘管堡和布羅姆利站沒有重新開放）。 為了適應服務變更，斯特普尼站和本站之間修建了第三條線路，並在此時進行了擴建。透過使用東郡鐵路的列車，新服務於 1854 年 4 月 13 日開始。
為了適應這些變化，本站擴建時採用了 32 米 x 91 米的桁架拱形屋頂，並同時添加了兩個月台。由於北倫敦鐵路公司希望在倫敦擁有自己的鐵路總站，而不是與其他公司共用本站，因此於 1865 年將其鐵路延伸至新落成的寬街車站。
通過斯特拉福德的鐵路無法應對額外的服務，因此倫敦、提伯利和紹森德鐵路公司計劃修建一條更直接、通往巴金站的線路。斯特普尼站和本站之間的第三條軌道於 1856 年開通，通往巴金的直達線路則於 1858 年開通。自此倫敦、提伯利及紹森德鐵路往返北伍利奇的列車服務毋須再途經斯特拉福德站。

### 大東部鐵路
1860 年代，東盎格利亞的鐵路公司陷入財務困難，大部分公司都將其線路都租給了東郡鐵路公司。 儘管這些公司希望合併，但直到 1862 年大東部鐵路公司成立時才獲得政府同意。與大多數鐵路一樣，信號系統相當簡樸，列車按時間間隔分開。 隨著交通量的增加，需要改善信號傳輸，1869 年，大東部鐵路在本站至堡樞紐之間引入了絕對閉塞信號系統（每段軌道均只允許一列火車佔用），並在本站、堡樞紐等地設立信號箱。 1870 年代，車站主入口處的扁平遮陽篷被現在的鋸齒形雨篷所取代。
1883 年，本站更改了軌道佈局，包括月台延伸、設立第五個月台（供前往布萊克沃爾的列車使用）和一個新的龍門信號箱（一直存在到 1935 年車站改造為止）。 [34] 在 19 世紀末和 20 世紀初，服務前東郡鐵路路線的大東部鐵路列車曾使用本站替代利物浦街車站為終點站。 1869 年，大東部鐵路從北倫敦鐵路公司接管了堡站穿梭列車服務，該服務一直運營到 1892 年 4 月，遷址後的堡路火車站（設有轉乘通道通往北倫敦鐵路的堡站）開通為止。隨後進入本站的服務由大東部鐵路和倫敦、提伯利和紹森德鐵路運營，1895 年，斯特普尼站和本站之間的高架橋被拓寬以容納第四條軌道。
儘管如此，倫敦、提伯利和紹森德鐵路上的列車仍過度擁擠，這種情況一直持續到 1902 年白教堂和堡鐵路開通。該鐵路提供了一條替代路線。
1903 年，大東部鐵路修建了菲爾洛普環線，這是伊爾福德和伍德福德之間的一條短連接線，從那裡除了有開往利物浦街的列車外，每天亦約有 36 趟列車開往本站。1912 年，米德蘭鐵路公司購買了倫敦、提伯利及紹森德鐵路公司，並接管了其列車服務。

### 倫敦、米德蘭和蘇格蘭鐵路
1921 年《鐵路法》頒布後，英國的鐵路主要被分至四家公司，自 1923 年 1 月 1 日起生效。在芬喬奇街站，倫敦、米德蘭和蘇格蘭鐵路接管了原米德蘭鐵路的列車服務，而原大東部鐵路服務則由倫敦及東北鐵路接管。 前往加量斯的直達列車通常在非高峰時段經布羅姆利，高峰時段則有從海關樓到加量斯的班車服務。 北格林威治支線的乘客在米爾沃爾（Millwall）樞紐站換乘。 通往布萊克沃爾和北格林威治的客運服務原定於 1926 年 6 月 30 日關閉，但總罷工將其提前至 5 月 3 日。
本站於 1935 年重建，以解決過度擁擠的問題，並更好地容納紹森德線的列車服務。1948 年，前東郡鐵路路線轉移到倫敦地鐵中央線後，本站僅提供前倫敦、提伯利和紹森德鐵路的列車服務。

### 鐵路國有化至現今
1948 年英國鐵路國有化後，芬喬奇街車站隸屬英國鐵路公司東部分區。儘管如此，本站的列車仍使用前倫敦、提伯利和紹森德鐵路公司和前倫敦、米德蘭和蘇格蘭鐵路公司的機車運行，直到鐵路電氣化為止。
1959 年，英國鐵路公司對倫敦、提伯利和紹森德線進行電氣化改造。1961 年 11 月 6 日，本站開始提供電氣化列車服務，並於次年 6 月 18 日推出全電氣化列車時間表。1980年代，本站屋頂被拆除，並在上方建造了高層辦公樓，1854年的立面則得到保留，完好無損。
本站在國有化時代名聲不佳。 1980 年代末，本站仍以有逾 50 年歷史的基礎設施每天運送超過 5 萬名乘客。 火車上持續的過度擁擠和骯髒導致倫敦、提伯利和紹森德線被稱為“苦難線”。 1989 年，羅伯特·里德 (Robert Reid) 爵士稱本站的服務“完全不可接受”，而比勒里基議會議員特蕾莎·戈爾曼 (Teresa Gorman) 隨後稱其為“多年來我們公共鐵路服務的醜事之一”。1982 年至 1992 年間，本站由英國鐵路三個客運業務部門之一的東南網絡運營，隨後被移交給一個業務部門以準備私有化。
1994 年 7 月，就在鐵路私有化之前不久，本站關閉了七週，以進行一項耗資 8,300 萬英鎊的項目，以更換信號、軌道和電氣化工程。 儘管屬臨時性質，這是第一次計劃性關閉倫敦鐵路總站。
位於瑟羅克的湖濱購物中心的開發增加了對本站服務的需求。 2013 年，英國鐵路網公司宣布斥資 340 萬英鎊為本站進行升級改造，在桶匠里（Cooper's Row）創建第三個出口，以方便乘客前往塔丘一帶。

### 地鐵
1970 年代，芬喬奇街被認為是擬議的弗利特線（現稱為銀禧線）的組成部分，該線將使本站與地鐵相連。 原有計劃中，弗利特線會從查令十字、經奧德維奇和拉德蓋特圓環延伸至本站，此後線路將穿過泰晤士河，並繼續向東南方向前往薩里碼頭和劉易舍姆。 1980 年批准的修訂路線則沿著更北的路線前往伍利奇兵工廠和貝克頓。
合樂等公司開始修建通往查令十字的線路，但直到 1979 年才完成該項目。成本上升和高通貨膨脹導致倫敦交通局於 1981 年放棄了銀禧線由查令十字通過向東延伸至本站及更遠的計劃。 銀禧線於 1999 年竣工，但使用了另一條經格林威治半島到達斯特拉福德路線，該線於西漢姆穿過倫敦、提伯利和紹森德線。由於來自埃塞克斯的乘客可改為在西漢姆站換乘銀禧線以來往倫敦市中心，所以本站的需求有所下降。

## 列車服務

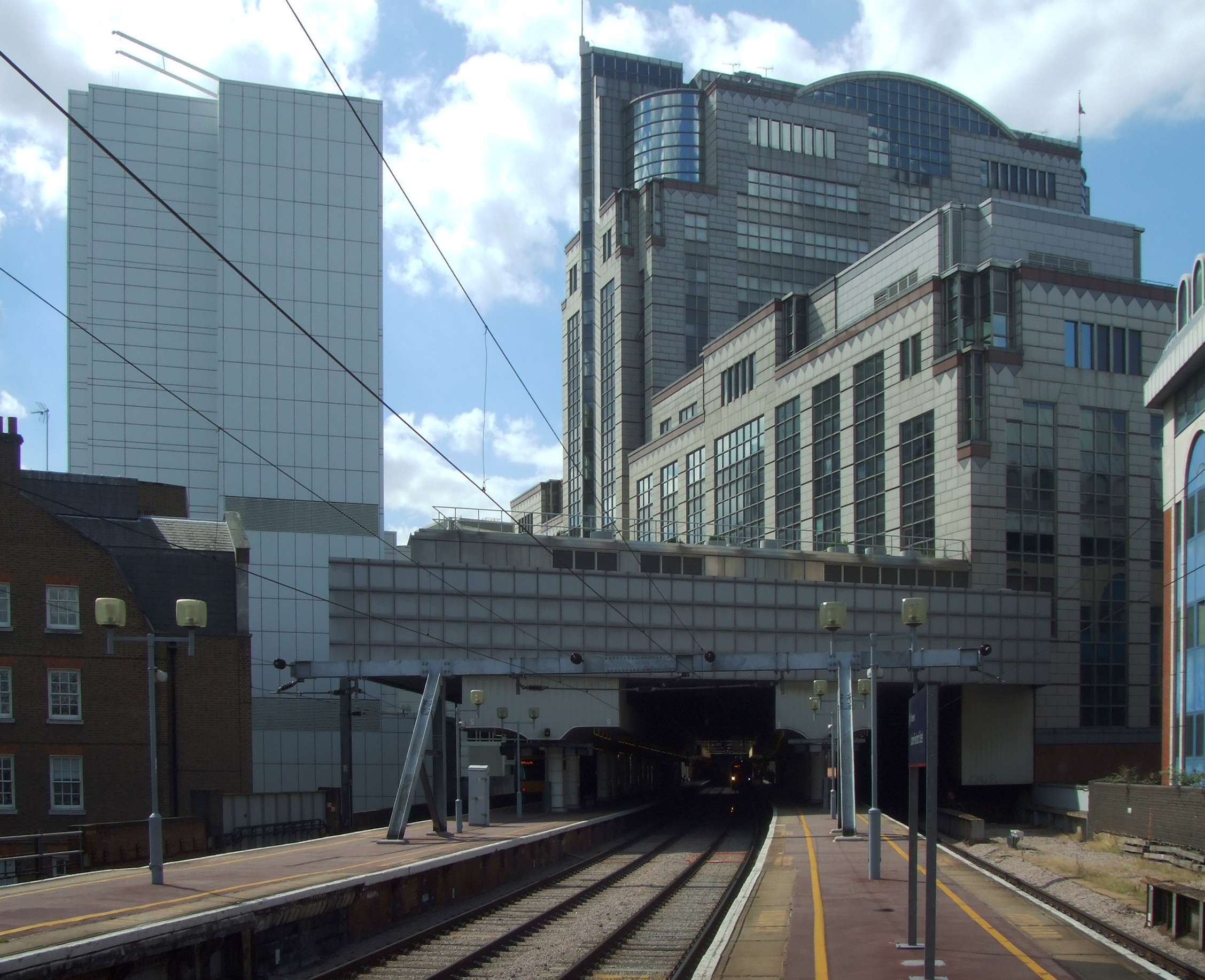
本站月台

芬喬奇街站提供前往東倫敦和南埃塞克斯郡的服務，包括巴金、上敏斯特、湖濱購物中心、提伯利鎮（格雷夫森德 - 提伯利渡輪和遊輪服務）、巴西爾登、紹森德中央和舒伯里內斯 (Shoeburyness)。 非繁忙時段的列車服務主要包括每小時六趟列車：
| 每小時班次 | 終點站     | 路線               | 停站模式 |
| ---------- | ---------- | ------------------ | -------- |
| 2          | 舒伯里內斯 | 經巴西爾登         | 各站停車 |
| 2          | 紹森德中央 | 經上敏斯特、格雷斯 | 各站停車 |
| 2          | 格雷斯     | 經珀弗利特         | 各站停車 |

在繁忙時間，服務增加至每小時最多 15 趟列車。 大多數繁忙時間服務的列車有 8 卡車廂。
與其他倫敦鐵路總站相比，儘管本站的容量較小，但客流量很大，平均每年約 1600 萬人次。

## 未來
有提議將本站向東移動 380 碼，以便將車站擴展到 6 個月台（目前為 4 個），而部分站體將建在碼頭區輕鐵塔門廊站的位置上，塔門廊站可能會永久關閉。
新車站可設立通道供乘客前往塔丘站直接換乘倫敦地鐵。 此外，由於碼頭區輕鐵塔門廊站（以及塔門廊支線）已被考慮永久關閉，倫敦交通局計劃銀行支線建造一個可與新車站直接換乘的替代站以增加容量。

## 事故
- 1859 年 8 月 1 日，兩列火車低速迎面相撞，當時一列抵達北伍利奇的列車在危險信號燈下通過，撞上了靜止、往提伯利河濱的列車，無人受傷[45]。
- 1860 年 11 月 28 日，軌道缺陷導致一列開往本弗利特的火車的前四節車廂低速脫軌，無人受傷[46]。
- 1872 年 6 月 24 日，一輛從堡站抵達的列車與月台末端的止衝擋相撞，導致三名乘客受傷[47]。
- 1872 年 8 月 17 日，一列載客火車與一輛從支線調出的空火車相撞，兩人受傷[48]。
- 1893 年 5 月 4 日，一位當時被形容為“又聾又啞”的砌磚工，正在車站附近的布萊克沃爾線進行線路改造，在穿越線路時，由於沒有聽到大聲警告，被火車卡住。 後來他因傷重不治身亡[49]。
- 1903 年 9 月 2 日，一列從本弗利特（Benfleet）抵達的火車撞上緩衝區，造成 11 名乘客和一名鐵路職員受傷[50]。
- 1908 年 3 月 9 日，一名轉轍器清潔工在車站附近工作時受傷。 貿易委員會的一項調查批評鐵路工人缺乏警惕[51]。
- 1912 年 2 月 3 日，一列從韋斯特克利夫（Westcliff）出發的火車撞上止衝擋，造成約 86 人受傷。 當時火車上估計有 860 名乘客。 事故起因為司機失誤和超速[52]。
- 1927年1月26日，一列開往韋斯特克利夫的火車因信號檢測和信號缺陷導致迎面相撞並隨後出軌，造成10人受傷[53]。

## 文化

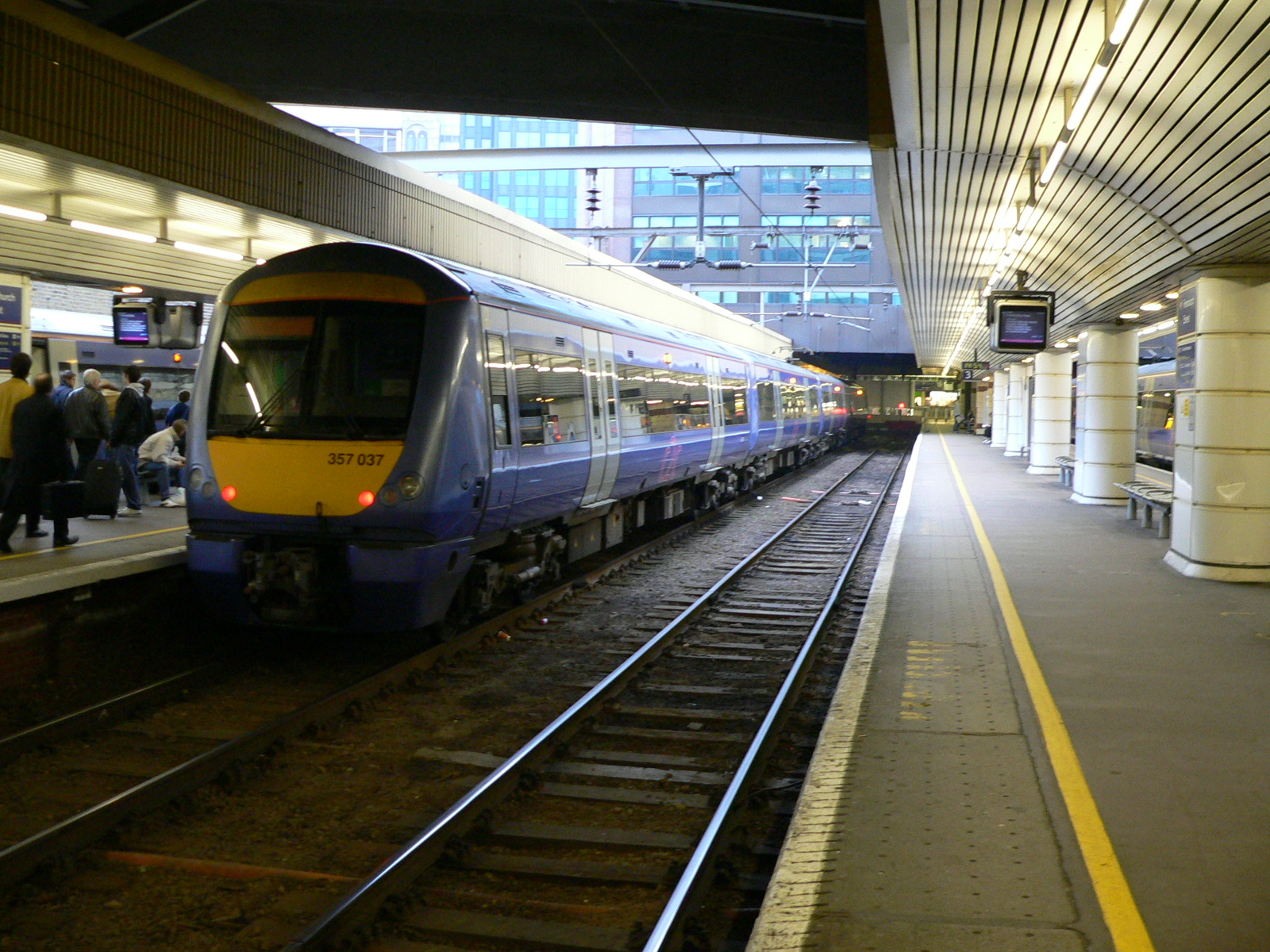
於本站停靠的一列英國鐵路357型電力動車組

詩人約翰·貝傑曼在前往紹森德的一日遊中途經該車站，並將其描述為“令人愉快、隱藏的古老終點站”。
英國鐵路網絡上第一起有記錄的謀殺案發生在 1864 年 7 月 9 日，當時弗朗茲·穆勒 (Franz Muller) 在開往查爾克農場（今查爾克農場站附近）的火車離開本站後不久謀殺了托馬斯·布里格斯 (Thomas Briggs)。
芬喬奇街站是英國標準大富翁棋盤上的四個火車站之一，其他火車站還有利物浦街、馬里波恩和國王十字站。 全部都是前屬倫敦及東北鐵路的火車總站。
2005年的足球流氓電影《格林街》曾使用本站為場景，代表曼徹斯特皮卡迪利站。
在道格拉斯·亞當斯的小說《再見，感謝所有的魚》中，角色芬喬奇之所以如此命名，是因為該角色是在作者在本站在排隊買票時構想出的。